# Tomocichla
Tomocichla – rodzaj słodkowodnych ryb okoniokształtnych z rodziny pielęgnicowatych (Cichlidae). 

## Występowanie
Do rodzaju Tomocichla należą gatunki występujące w Ameryce Centralnej.

## Klasyfikacja
Gatunki zaliczane do tego rodzaju:
- Tomocichla asfraci Allgayer, 2002
- Tomocichla tuba (Meek, 1912)